# Бессильные
«Бесси́льные» (англ. Powerless) — американский комедийный телесериал, созданный Беном Куином для телеканала NBC. Сериал стал первым ситкомом во вселенной DC. Премьера сериала состоялась 2 февраля 2017 года.
25 апреля 2017 года NBC закрыл сериал из-за низких рейтингов и снял его с эфира. Оставшиеся 3 эпизода стали доступны на TVNZ OnDemand в Новой Зеландии 12 мая 2017 года.

## Сюжет
Действие сериала происходит во вселенной DC и сосредоточено на приключениях Эмили Лок (Ванесса Хадженс), главе отдела исследований и разработок «Уэйн-секьюрити», филиала «Уэйн-энтерпрайзез». «Уэйн-секьюрити» расположена в вымышленном американском метрополисе Чарм-сити и занимается разработкой продуктов для обычных людей, которые то и дело становятся жертвами разборок между супергероями и суперзлодеями.

## В ролях
- Ванесса Хадженс — Эмили Лок
- Дэнни Пуди — Тедди
- Кристина Кирк — Джеки
- Рон Фанчес — Рон
- Алан Тьюдик — Ван Уэйн
- Атлин Митчел — Алая Лисица
- Натали Моралес — Зелёная фурия
- Мэттью Аткинсон — Олимпиец

## Производство
В январе 2016 года стало известно, что NBC заказал пилотный эпизод телесериала «Бессильные». В феврале 2016 года Ванесса Хадженс получила главную роль Эмили Лок, Дэнни Пуди получил роль Тедди, Алан Тьюдик — роль Вана Уэйна, а Кристина Кирк — Джеки. В июле 2016 года Рон Фанчес присоединился к актёрскому составу в роли Рона. В августе 2016 года было объявлено, что Бен Куин оставил пост шоураннера сериала.

## Отзывы критиков
Сериал «Бессильные» получил смешанные отзывы критиков. На сайте-агрегаторе Rotten Tomatoes первый сезон держит 61 % «свежести», что основано на 38-и отзывах со средним рейтингом 5,31/10. Критический консенсус сайта гласит: «У сериала „Бессильные“ сильная завязка, дающая пространство для развития, и прекрасная актёрская игра талантливых актёров, однако всё это меркнет на фоне шероховатой реализации и недостатка шуток». На Metacritic у сериала 57 баллов из ста, что основано на 26-ти «смешанных и средних» отзывах.